# Kōstas Missas
Kōnstantinos Missas, detto Kōstas (in greco Κωνσταντίνος "Κώστας" Μίσσας?; 15 agosto 1953), è un ex cestista e allenatore di pallacanestro greco.